# Lugos

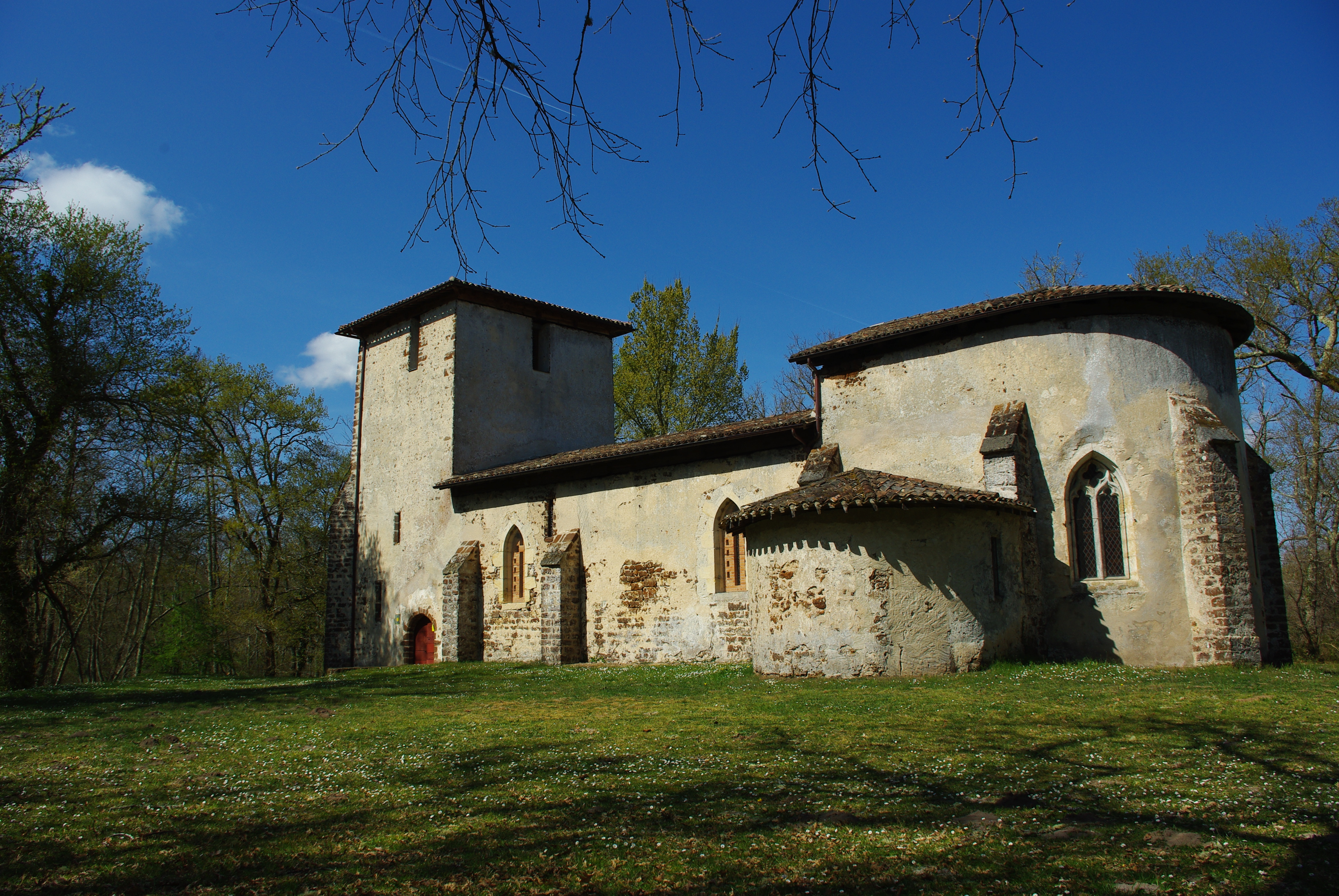
Iglesia del.

 Lugos  es una comuna y población de Francia, en la región de Aquitania, departamento de Gironda, en el distrito de Arcachón y cantón de Belin-Béliet.
Su población en el censo de 1999 era de 558 habitantes.
Está integrada en la Communauté de communes du Val de l'Eyre.
Es una etapa de peregrinaje del Camino de Santiago, en la llamada Vía Turonensis. En este lugar se une a la vía principal la variante que pasa por Angulema y Saint Emilion, más concretamente en la iglesia de Vieux Lugo, antigua iglesia parroquial que se encuentra en medio de un bosque a unos 5 kilómetros de la población, que ofrece una representación mural del "Encuentro de tres muertos y de tres vivos".